# Чемпіонат України з футболу 2025—2026: перша ліга
Чемпіонат України з футболу серед команд клубів першої ліги 2025—2026 — 35-й сезон першої ліги, який триватиме з 2 серпня 2025 року по травень 2026 року.
Титульним спонсором змагань є букмекерська компанія VBET Ukraine, а комерційною назвою змагань є VBET Перша ліга.

## Регламент змагань
У змаганнях беруть участь 16 команд.
Змагання проводяться у два кола за круговою системою.
Команди, які посіли 1-ше та 2-ге місця, виходять до Прем'єр-ліги напряму. Третя й четверта команди першої ліги зіграють перехідні матчі за право виступати наступного сезону в УПЛ із 14-м та 13-м командами Прем'єр-ліги відповідно. Перехідні матчі складаються з двох матчів, по одному на полі кожної з команд-учасниць.
Команди, що посіли 15−16 місця в першій лізі, вибувають до другої ліги. Команди, що посіли 13−14 місця в першій лізі, гратимуть перехідні матчі з командами, що посіли 3−4 місця в другій лізі, за право виступати в першій лізі наступного сезону.
У випадку, якщо декілька команд набрали однакову кількість очок, місця у турнірній таблиці визначаються за такими критеріями:
1. Більша кількість набраних очок в особистих зустрічах між цими командами.
2. Краща різниця забитих і пропущених м’ячів в особистих зустрічах.
3. Більша кількість забитих м’ячів в особистих зустрічах.
4. Краща різниця забитих і пропущених м’ячів в усіх матчах.
5. Більша кількість забитих м’ячів в усіх матчах.

## Учасники
Перед початком сезону команда «Прикарпаття» змінила назву на «Прикарпаття-Благо».
За результатами попереднього сезону команда «Металург» мала вилетіти до другої ліги за результатами стикових матчів, але через зняття команди ФК «Минай» вона зберегла місце у першій лізі. 
Склад учасників:
| Команда             | Населений пункт                  | Стадіон                            | Місткість стадіону | Місце в попер. ч-ті.    |
| ------------------- | -------------------------------- | ---------------------------------- | ------------------ | ----------------------- |
| «Агробізнес»        | Волочиськ                        | «Юність»                           | 2700               | 5                       |
| «Буковина»          | Чернівці                         | «Буковина»                         | 12 000             | 7                       |
| «Вікторія»          | Суми                             | «Колос» (Бориспіль)                | 5654               | 9                       |
| «Ворскла»           | Полтава                          | «Ворскла» ім. Олексія Бутовського  | 23 842             | 13 (Прем'єр-ліга, стик) |
| «Інгулець»          | с-ще Петрове                     | «Інгулець»                         | 1869               | 15 (Прем'єр-ліга)       |
| «Лівий берег»       | Київ                             | Арена «Лівий берег» (мас. Млиново) | 4700               | 14 (Прем'єр-ліга, стик) |
| «Металіст»          | Харків                           | «Авангард» (Ужгород)               | 10 383             | 6                       |
| «Металург»          | Запоріжжя                        | «Славутич-Арена»                   | 11 883             | 14 (форс)               |
| «Нива»              | Тернопіль                        | Міський ім. Романа Шухевича        | 15 150             | 11                      |
| «Поділля»           | Хмельницький                     | «Поділля»                          | 6800               | 15                      |
| «Прикарпаття-Благо» | Івано-Франківськ                 | «Рух»                              | 6500               | 10                      |
| «Пробій»            | Городенка                        | «Пробій-Арена»                     | 2500               | 1 (друга ліга)          |
| «Фенікс-Маріуполь»  | Маріуполь                        | «Скіф» (Львів)                     | 3742               | 13                      |
| ФК «Чернігів»       | Чернігів                         | «Чернігів-Арена»                   | 500                | 3 (друга ліга, стик)    |
| «Чорноморець»       | Одеса                            | «Чорноморець»                      | 34 164             | 16 (Прем'єр-ліга)       |
| ЮКСА                | с. Тарасівка Фастівського району | «Ювілейний» (Буча)                 | 1028               | 8                       |

## Турнірна таблиця
| М  | Команда             | І | В | Н | П | РМ  | О |
| -- | ------------------- | - | - | - | - | --- | - |
| 1  | «Ворскла»           | 3 | 2 | 1 | 0 | 5−1 | 7 |
| 2  | «Чорноморець»       | 3 | 2 | 1 | 0 | 4−1 | 7 |
| 3  | «Агробізнес»        | 3 | 2 | 1 | 0 | 3−0 | 7 |
| 4  | «Лівий берег»       | 3 | 2 | 0 | 1 | 5−4 | 6 |
| 5  | «Прикарпаття-Благо» | 3 | 2 | 0 | 1 | 4−3 | 6 |
| 6  | «Буковина»          | 3 | 1 | 2 | 0 | 4−3 | 5 |
| 7  | «Інгулець»          | 3 | 1 | 2 | 0 | 4−3 | 5 |
| 8  | «Нива»              | 3 | 1 | 1 | 1 | 4−4 | 4 |
| 9  | ЮКСА                | 3 | 1 | 1 | 1 | 1−3 | 4 |
| 10 | «Вікторія»          | 3 | 1 | 0 | 2 | 3−5 | 3 |
| 11 | «Пробій»            | 3 | 1 | 0 | 2 | 5−7 | 3 |
| 12 | ФК «Чернігів»       | 3 | 1 | 0 | 2 | 4−3 | 3 |
| 13 | «Металург»          | 2 | 0 | 1 | 1 | 1−2 | 1 |
| 14 | «Поділля»           | 3 | 0 | 1 | 2 | 1−4 | 1 |
| 15 | «Фенікс-Маріуполь»  | 3 | 0 | 1 | 2 | 1−4 | 1 |
| 16 | «Металіст»          | 2 | 0 | 0 | 2 | 1−3 | 0 |

## Результати матчів
| Команда             | АГР | БУК | ВІК | ВОР | ІНГ | ЛБК | МСТ | МРГ | НИВ | ПОД | ПРИ | ПРО | ФЕН | ЧЕР | ЧОР | ЮКС |
| ------------------- | --- | --- | --- | --- | --- | --- | --- | --- | --- | --- | --- | --- | --- | --- | --- | --- |
| «Агробізнес»        |     |     |     |     |     | 2:0 | 1:0 |     |     |     |     |     |     |     |     |     |
| «Буковина»          | 0:0 |     |     |     |     |     |     |     |     |     |     |     |     |     |     |     |
| «Вікторія»          |     |     |     |     |     | 1:2 |     |     |     |     | 0:2 |     |     |     |     |     |
| «Ворскла»           |     |     |     |     |     |     |     |     |     |     |     |     | 2:1 |     |     | 3:0 |
| «Інгулець»          |     | 0:0 |     |     |     |     |     |     | 2:2 |     |     |     |     |     |     |     |
| «Лівий берег»       |     |     |     |     |     |     |     |     |     |     |     | 3:1 |     |     |     |     |
| «Металіст»          |     |     |     |     | 1:2 |     |     |     |     |     |     |     |     |     |     |     |
| «Металург»          |     |     |     |     |     |     |     |     |     | 1:1 |     |     |     |     |     |     |
| «Нива»              |     |     |     |     |     |     |     | 1:0 |     |     |     |     |     |     |     |     |
| «Поділля»           |     |     |     |     |     |     |     |     |     |     |     |     |     |     | 0:2 |     |
| «Прикарпаття-Благо» |     |     |     |     |     |     |     |     |     |     |     |     |     | 0:3 |     |     |
| «Пробій»            |     | 3:4 |     |     |     |     |     |     |     |     |     |     |     | 1:0 |     |     |
| «Фенікс-Маріуполь»  |     |     |     |     |     |     |     |     |     |     | 0:2 |     |     |     |     |     |
| ФК «Чернігів»       |     |     | 1:2 |     |     |     |     |     |     |     |     |     |     |     |     |     |
| «Чорноморець»       |     |     |     | 0:0 |     |     |     |     | 2:1 |     |     |     |     |     |     |     |
| ЮКСА                |     |     |     |     |     |     |     |     |     | 1:0 |     |     | 0:0 |     |     |     |

## Найкращі бомбардири
| № | Футболіст        | Команда             | Голи (пен.) |
| - | ---------------- | ------------------- | ----------- |
| 1 | В'ячеслав Койдан | ФК «Чернігів»       | 3           |
| 1 | Андрій Хома      | «Прикарпаття-Благо» | 3           |